# 5259 Epeigeus
5259 Epeigeus è un asteroide troiano di Giove del campo greco del diametro medio di circa 42,59 km. Scoperto nel 1989, presenta un'orbita caratterizzata da un semiasse maggiore pari a 5,2063340 au e da un'eccentricità di 0,0729065, inclinata di 15,91846° rispetto all'eclittica.
L'asteroide è dedicato al mirmidone Epigeo.